# Delitschiaceae
Delitschiaceae es una familia de hongos en el orden Pleosporales. Sus taxones tienen una distribución amplia, especialmente en regiones templadas, y son sapróbicos, a menudo creciendo sobre estiércol de animales herbívoros.